# HVC 127-41-330
HVC 127-41-330是位於雙魚座的高速雲。組成其名稱的三個數值分別表示銀河系的經度和緯度，以及對地球的速度（單位為km/s）。它的直徑為20,000光年，距離地球230萬光年（700千秒差距），位於M31和M33之間。與其它HVCs不同，這種中性氫雲（可通過21cm H-I發射檢測）顯示出旋轉分量和暗物質。雲的質量80%是暗物質。它也是第一個被發現與銀河系或子群（亞群）無關的HVC。
天文學家喬希·西蒙（Josh Simon）認為它是暗星系的候選者。由於它的自轉，它可能是一個密度非常低的矮星系未使用的氫（沒有恆星），是本星系群形成的殘餘。